# Cimetière militaire canadien de Bény-sur-Mer
Le cimetière militaire canadien de Bény-sur-Mer est un cimetière militaire canadien de la Seconde Guerre mondiale, situé à Reviers, dans le département du Calvados, au nord-ouest de Caen en Normandie. Dans ce cimetière reposent principalement des soldats canadiens tués lors des premières semaines de la bataille de Normandie en juin et début juillet 1944.

## Histoire
Bény-sur-Mer fut créé comme cimetière permanent pour regrouper les dépouilles des soldats canadiens qui avaient été enterrés temporairement dans des endroits dispersés, souvent proches du lieu où ils étaient tombés. Comme pour les autres cimetières militaires en Normandie, la France a accordé une concession perpétuelle au Canada sur le terrain occupé par le cimetière. Le cimetière abrite 2 049 tombes, très principalement celles de soldats de la 3e division canadienne et de quinze aviateurs. Le cimetière abrite aussi quatre tombes britanniques et une tombe d'un soldat résistant français, R. Guenard qui combattit et fut tué aux côtés des Canadiens et n'avait pas de famille connue. Sa tombe se distingue par une croix grise avec l'inscription « Mort pour la France- 19-7-1944 ».
La plupart des soldats enterrés au cimetière de Bény-sur-Mer ont été tués en juin et au début juillet 1944 pendant la bataille de Caen et le jour du débarquement à Juno Beach. Les prisonniers de guerre canadiens exécutés par la SS-Panzer Hitlerjugend à l'abbaye d'Ardenne sont aussi enterrés dans ce cimetière.
Près de 2 800 autres soldats canadiens tués quelques semaines plus tard (fin juillet - début août) dans la bataille de Normandie sont, eux, enterrés au cimetière militaire canadien de Bretteville-sur-Laize au sud de Caen.

## Localisation
Le cimetière de Bény-sur-Mer est situé en bordure de la départementale D35, à environ 1 kilomètre à l'est du village de Reviers, dans le Calvados sur la commune duquel il se trouve. Le village de Bény-sur-Mer, d'où il tient son nom, est à environ 2 kilomètres au sud-est du cimetière, la route départementale pré-citée marquant la limite entre les deux communes. Le cimetière se trouve à 3,5 kilomètres au sud de Courseulles-sur-Mer et des plages de Juno Beach, où ont débarqué les troupes canadiennes, et à 15 km au nord-ouest de Caen.

## Galerie de photographies

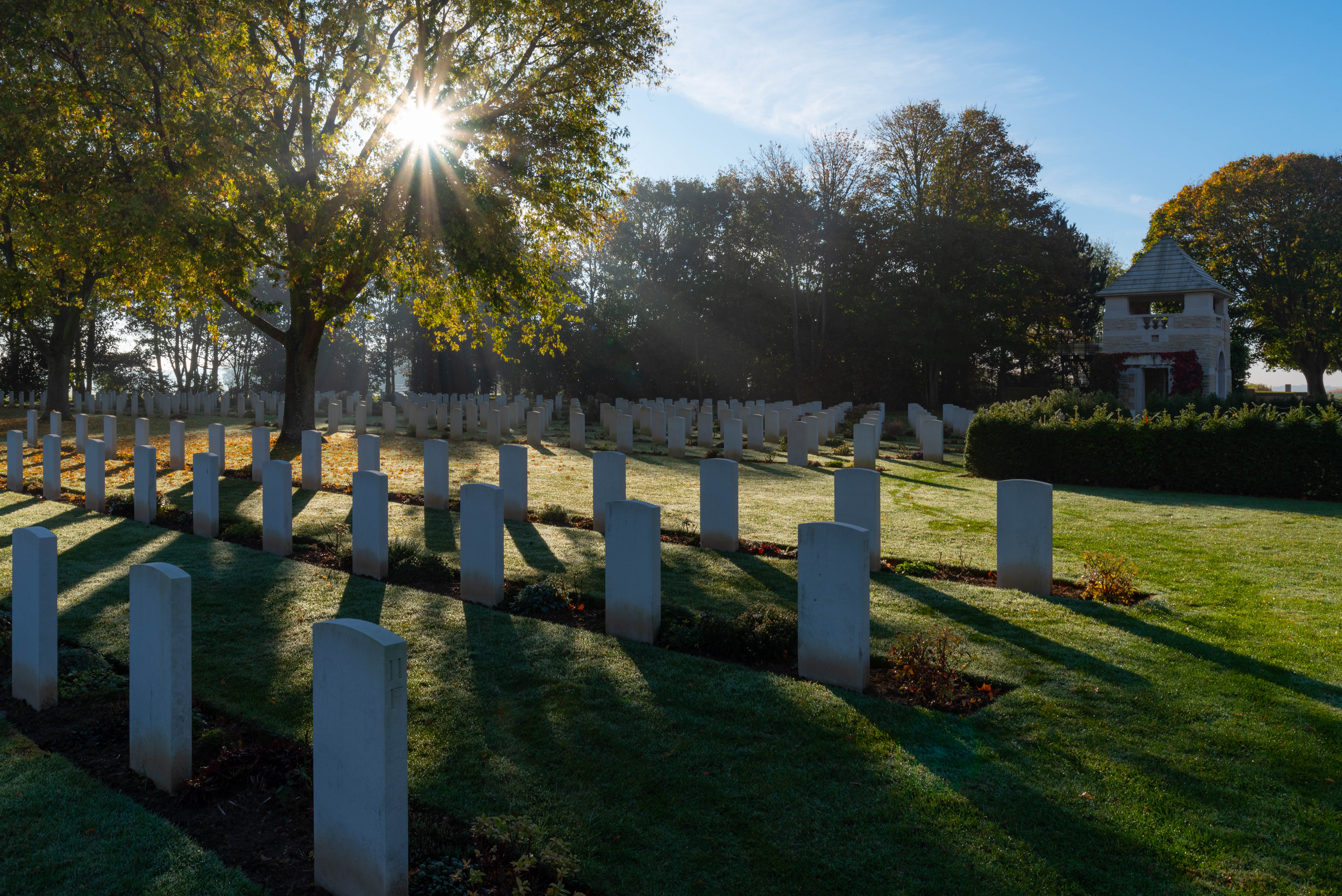
Alignement des tombes.
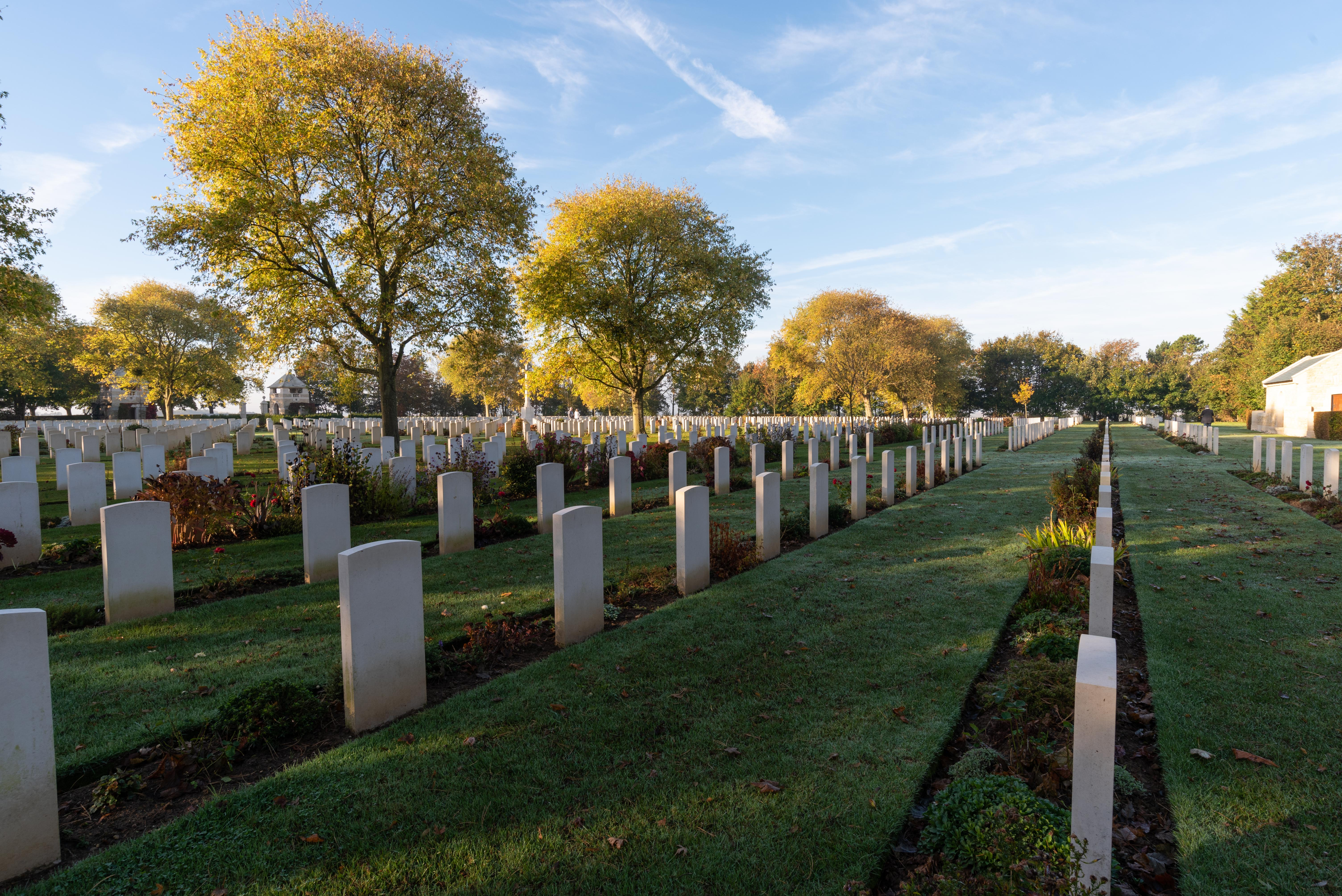
Alignement des tombes.
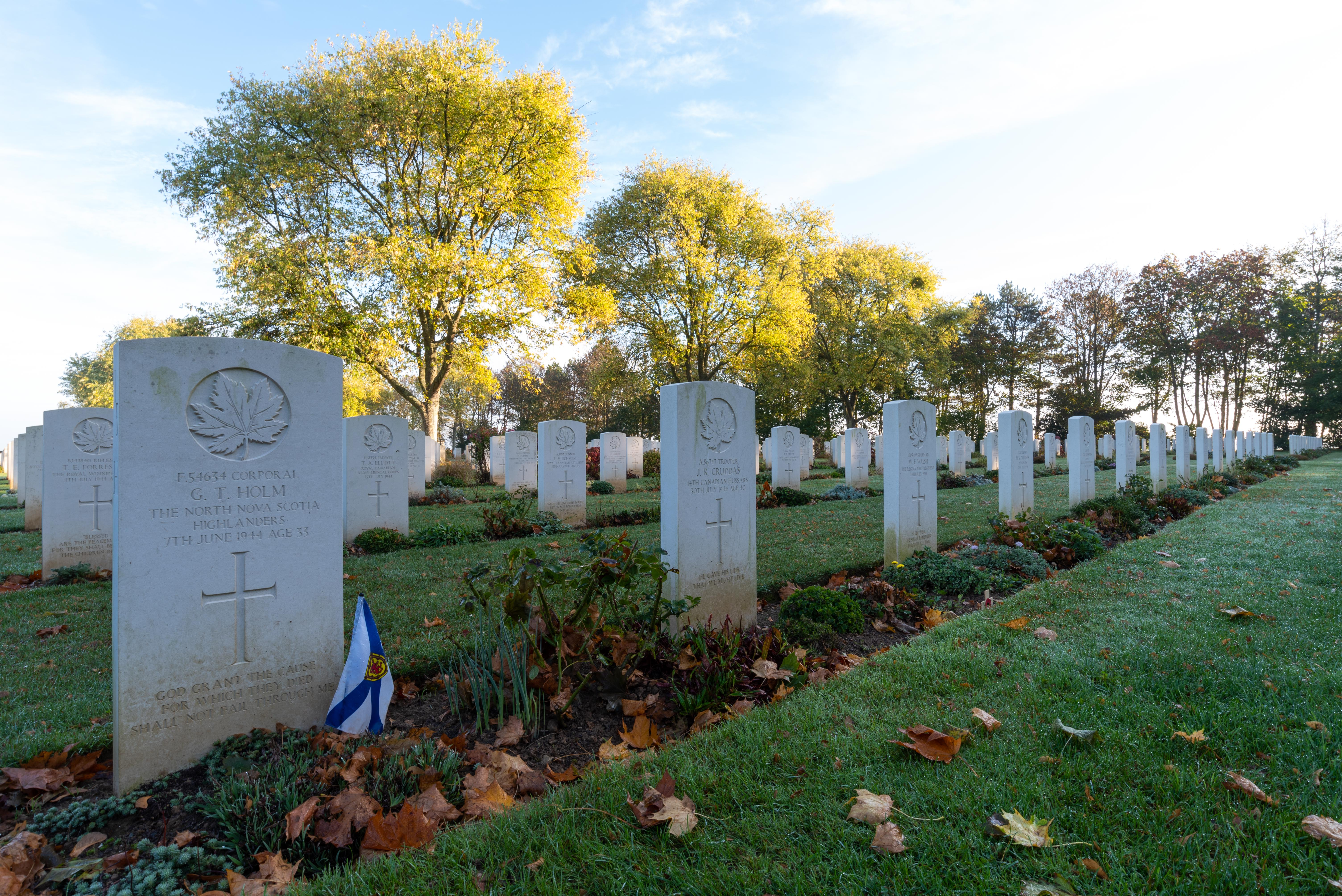
Détail sur les tombes.
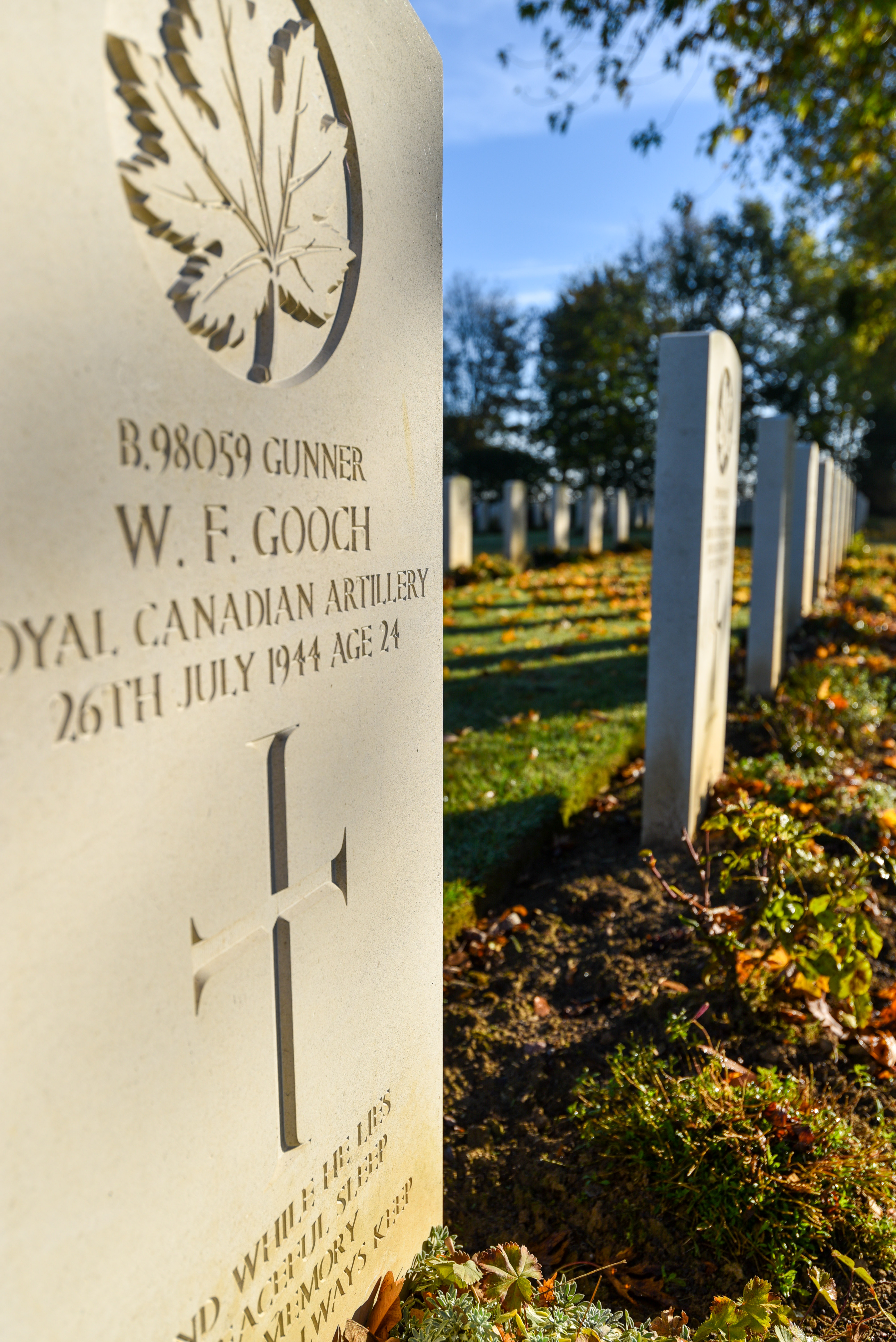
Une tombe du cimetière.